# Lukas Rupp
Lukas Peter Rupp, född 8 januari 1991, är en tysk fotbollsspelare.
Rupp har tidigare spelat för Karlsruher SC, Borussia Mönchengladbach, SC Paderborn 07, VfB Stuttgart och 1899 Hoffenheim.

## Karriär
Den 13 januari 2020 värvades Rupp till Norwich City, där han skrev på ett 2,5-årskontrakt. Han debuterade i Premier League den 18 januari 2020 i en 1–0-vinst över AFC Bournemouth, där han blev inbytt på stopptid mot Emiliano Buendía.